# ルートf
『ルートf』（ルートエフ）は、日本テレビ系列局で放送された中京テレビ製作のバラエティ番組。全52回。製作局の中京テレビでは2003年4月1日から2004年3月30日まで放送。

## 概要
藤井隆と岸本加世子が毎回ロケ先で様々な習い事に挑戦していた深夜番組である。
2人は東京都内もしくはその近郊地域で営業している専門店やカルチャー教室に一日体験入講し、そこの経営者から指導を受けながら技能の習得に励んでいた。その道の専門家から習うのが通例だったが、2003年8月26日放送分ではなぜか横浜中華街の刀削麺の専門店で冷やし中華の作り方を習っていた。何をやらせてもそつなくこなせる藤井に対し、何をやらせても大雑把な岸本はオチ要員になることが多く、特に料理教室の回で岸本が作る料理はたいていが失敗作だった。2004年1月6日放送分では「新春!大反省会」と題し、藤井と岸本がそれまで習った中で特に印象に残った習い事についてトークを繰り広げていた。
番組の終了後、同枠では替わって筧利夫とDA PUMPのメンバーが様々な物事にチャレンジする新番組『少年チャンプル』がスタートした。しかし、同番組は放送開始から半年でストリートダンス専門番組へとリニューアルした。

## 放送時間
いずれもJST。
- 火曜 24:28 - 24:58 （2003年4月 - 2003年9月）
- 火曜 24:23 - 24:53 （2003年10月 - 2004年3月） - 『スポーツMAX』の放送枠縮小に伴い、以後は5分繰り上げて放送。

## 出演者
- 藤井隆
- 岸本加世子

## スタッフ
- 構成 - 安達元一
- チーフプロデューサー - 安部田公彦